# Ћирило и Методије
Ћирило и Методије (грч. Κύριλλος καὶ Μεθόδιος, стсл. Кѷриллъ и Меѳодїи), у народу познати и као Света браћа, били су браћа из Солуна, који су у 9. веку ширили писменост и хришћанство међу Словенима у Великоморавској кнежевини и Панонији. Својим радом они су помагали културни напредак Словена због чега су остали упамћени као „словенски апостоли“. Ћирило и Методије су направили глагољицу, писмо Словена. Након њихове смрти њихови ученици су наставили њихов просветитељски рад. Православна црква их слави 24. маја, Католичка црква 14. фебруара, а Католичка и Евангелистичка црква у Чешкој и Словачкој 5. јула.

## Младост
Ова два брата су рођена у Солуну (Ћирило је рођен 827. или 828, а Методије између 815. и 820. године). Они су Македонског порекла,  пошто је Солун тад био Македонски, окружен словенским становништвом, научили дијалект локалног живља. Родитељи су им били грађани Солуна, богатог и угледног рода. Ћирило је, према књизи „Живот Ћирила”, био најмлађи од седам браће и његово крштено име је било Константин. Методијево крштено име је било Михаил, а име Методије је добио када се замонашио на планини Улудаг, у северозападној Турској. Њихов отац Лав био је високи византијски војни заповедник (друнгар), а њихова мајка Марија је била словенског порекла. Њихов отац је преминуо када је Ћирило имао 14 година и министар Теоктистос, који је био логотет поште, постао је њихов старатељ. Најранију младост провели су у Солуну, који је у то време био окружен Словенима. Методије је постао управник једне архонтије у источној Македонији, док је Ћирило, који је одрастао на царском двору, након завршених филозофских и теолошких студија био постављен за библиотекара Аја Софије (цркве Свете Премудрости) у Цариграду и учитеља филозофије на цариградској високој школи.

## Деловање
Године 851. Ћирило је, због свог познавања арапског и хебрејског језика, постао члан византијског посланства арапском калифу у Самари да би са арапским теолозима расправљао о принципу Свете Тројице и да би побољшао односе између абасидског калифата и Византије, а 856. у доба политичких и црквених трзавица, Методије је напустио свој положај архонта и повукао се у манастир на планину Улдаг звану мизијски „Олимп" у Малој Азији. Мало касније је за њим дошао и Ћирило. Њихово писмо се звало глагољица.
Међутим, по налогу византијског цара Михаила III и Патријарха Константинопоља Фотија, оба брата су 860. отишла као мисионари међу турско-татарске Хазаре у јужној Русији да би спречили ширење јудаизма. Ова мисионарска мисија је била неуспешна, пошто је касније хазарски Каган поставио јудаизам као националну религију. Непосредно након повратка из Русије Ћирило се запослио као наставник филозофије на цариградској високој школи, а Методије је постао игуман у манастиру где је пребивао. Две године након мисије у Русији (860. године) браћа су ангажовани за нову мисију код Словена. Наиме, 862. посланство моравског кнеза Растислава затражило је од цара Михаила епископа и свештенике који ће проповедати на старословенском језику хришћанску веру. Задатак је био велики и деликатан. На подручју простране Растислављеве државе хришћанство су ширили франачки свештеници из регенсбуршке и пасавске бискупије. Бојећи се њиховог политичког утицаја, Растислав је у Византији тражио ослонац против цара Лудвига Немачког, испод чије се власти жестоком борбом истргао. Растислављева замисао је била да самостална моравска црква с домаћим свештенством и властитим литургијским језиком постане брана сваком страном утицају.
Византија је удовољила Растислављевој жељи и послала му Ћирила и Методија. Браћа су се за овај посао озбиљно спремила: Ћирило је саставио ново словенско писмо (глагољица) и на језик Словена из околине Солуна (који су од детињства добро знали) превели су најнужније црквене књиге. На тај начин су створили словенски књижевни језик и поставили темеље словенској књижевности. Године 863. браћа су кренула на пут и 864. су стигли кнезу Растиславу који их је гостољубиво примио. Успех њихове мисије, многобројни ученици и народне симпатије изазвали су реакцију латинског клера. Против словенских мисионара је почела подмукла борба. Главни аргумент противника словенске литургије била је тзв. тројезична теорија према којој постоје само три света језика на којима се могу вршити верски обреди: хебрејски, грчки и латински.
Након трогодишњег боравка у Моравској, браћа су пошла на пут како би епископ замонашио Методија и нове словенске свештенике. Дошавши у Панонију, неко време су се задржали на двору кнеза Коцеља како би га упознали са својим радом на словенском преводу црквених књизи. Стекавши и ту много ученика, пошли су у Венецију, где су морали да воде оштру полемику с тамошњим „тројезичњацима“. Одатле нису кренули за Цариград, где је умро цар Михаило, а власт је преузео Василије I Македонац, већ су отишли у Рим. Папа Хадријан је у словенским мисионарима видео добре помагаче у борби против осиљених и непослушних франачких надбискупа и њиховог суверена, те их је свечано примио.
У Риму се Ћирило разболео и убрзо умро. Сахрањен је у цркви Светог Климента, која се налази у Риму, око 400 метара северно од Колосеума, где су сахрањене и његове мошти. Мошти се налазе у бетонском саркофагу у крипти цркве и место су ходочашћа многих Словена. Изнад саркофага се налази више мермерних спомен-плоча, на којима су исписане изјаве захвалности за Ћирилов просветитељски рад код Словена. Плоче су углавном са текстом „Кирилу Словенском, захвалан ..... народ”, где се налазе захвалнице Бугара, Руса, Чеха, Словенаца, Словака, Црногораца, Украјинаца, Хрвата, Македонаца итд. Једино још увек не постоји плоча са захвалношћу српског народа (о томе је писано Српској патријаршији у Београду још 2010. године, али никакав одговор на то писмо није добијен из Патријаршије). По смрти Ћирила, Методије је молио папу Хадријана да брата пренесе у Солун и тамо га сахрани (будући да су они Солунци), али Папа је одбио захтев и дао налог да се Ћирило сахрани у горе поменутој базилици, у знак заслуга за Римску државу и просветитељски рад, као и за чињеницу да је у Рим са Крима донео мошти Папе Клемента Првог (по коме је и базилика добила име), а који је умро у изгнанству.
Чим је Методије дошао у Панонију, латински свештеници су га напали као јеретика, а када је стигао у Моравску (где је Растислава збацио његов синовац, њитрански кнез Светоплук) локални бискупи су Методија позвали на свој синод, осудили га и бацили у тамницу, где је остао две и по године. Тек 873. године, на папин налог, Методије је пуштен из тамнице, али је словенска литургија забрањена. Како је Методије ипак наставио своју делатност, те се словенско богослужење све више ширило по Моравској, против њега је подигнута оптужница у Риму, те је 879. позван пред папу да се оправда. Папа Јован VIII, настојећи да не оштети римске позиције у Моравској, потврдио је словенско богослужење булом Марљивост твоја (Industriae tuae) из 880. године. Исто је учинио и цариградски патријарх Фотије 882. године.
Методије је у Моравској превео на старословенски Библију. Након његове смрти, у Моравској је забрањена словенска литургија, а кнез Светоплук је прогнао његове ученике. Неки од њих су продати у ропство, а неки су успели да се склоне у Бугарску, Македонију, Рашку и приморску Хрватску, где су наставили свој рад.
Преводом литургијских и библијских књига, Ћирило и Методије су ударили темеље словенској писмености. Њихови ученици Климент и Наум су саставили писмо ћирилицу.
Њихово историјско путовање и просвећивање надахњује људе у свим временима. Унеско је 2013. годину прогласио годином словенских просветитеља Ћирила и Методија. Те године је један Србин, отац са своје двоје деце започео и успешно окончао путовање бициклом од преко хиљаду километара, путевима којим су својевремено ишли свети Ћирило и Методије, из чега је настала путописна књига Међу Моравама пут.

## Стварање глагољице и ћирилице
Глагољица и ћирилица су најстарија позната словенска писма, а створила су их два брата и њихови ученици, да би превели јеванђеље и богослужбене књиге на словенске језике. Рана глагољица је коришћена у Великој Моравској између 863. (долазак Ћирила и Методија) и 885. (изгон њихових ученика) за државне и верске документе и књиге, а на Великоморавској академији (Велкоморавске училиште) коју је основао Ћирило, где су се школовали следбеници Ћирила и Методија, између осталих и сам Методије. Азбука се традиционално приписује Ћирилу. То приписивање је изричито потврђено папским писмом Industriae tuae (880) којим се одобрава употреба старославенског језика, у којем се каже да је писмо „измислио Константин Филозоф“. Израз проналазак не мора да искључује могућност да су браћа користила ранија писма, већ само имплицира да пре тога словенски језици нису имали посебно заједничко писмо.
Рано ћирилично писмо је развијено у Првом бугарском царству, а касније су га ученици Климент и Наум дорадили и проширили у охридским и преславским школама бугарског цара Бориса I као поједностављење глагољице које је више личило на грчко писмо. Развили су га ученици Светих Ћирила и Методија у Преславској књижевној школи крајем 9. века.
После Кирилове смрти, Климент Охридски је пратио Методија из Рима у Панонију и Велику Моравску. После Методијеве смрти 885. године, Климент је заједно са Гораздом водио борбу против немачког свештенства у Великој Моравској. Пошто је провео неко време у затвору, протеран је из Велике Моравске, да би 885. или 886. године стигао до граница Бугарског царства заједно са Наумом Преславским, Ангеларијем, а можда и Гораздом (према другим изворима, Горазд је тада већ био мртав ). Њих четворица су потом послата у бугарску престоницу Плиску, где их је бугарски цар Борис I наложио да будуће свештенство државе упуте на словенском језику.
После усвајања хришћанства 865. године, верске обреде у Бугарској су на грчком водила свештенства послата из Византијског царства. Бојећи се све већег византијског утицаја и слабљења државе, Борис је на усвајање старословенског језика гледао као на начин очувања политичке независности и стабилности Бугарске, па је основао две књижевне школе (академије), у Плиски и Охриду, где је теологија била да се предаје на словенском језику. Док је Наум Преславски боравио у Плиски радећи на оснивању преславске књижевне школе, Климент је добио налог Бориса I да у Охридској књижевној школи организује наставу богословије будућим духовницима на старословенском језику. За седам година (886-893) Климент је предавао око 3.500 ученика на словенском језику и глагољици.

## Наслеђе

### Дан Светог Ћирила и Методија
Процес канонизације био је много једноставнији у деценијама након Ћирилове смрти него данас. Убрзо након смрти, његови ученици су Ћирила сматрали за свеца. Његови следбеници проширили су се међу народима које је привео цркви, а потом и у широј хришћанској цркви, и био је познат као свети човек, заједно са својим братом Методијем. Током његове погребне поворке, из гомиле на римским улицама било је позива на канонизацију Кирила. Прво појављивање браће у папском документу је у Grande Munus Лава XIII 1880. Познати су као „Апостоли Словена“, и још увек су веома цењени и од римокатолика и од православних хришћана. Њихов празник се тренутно слави 14. фебруара у Римокатоличкој цркви (да се поклопи са датумом смрти Светог Ћирила); 11. маја у Источној православној цркви (мада је за источне православне цркве које користе јулијански календар ово 24. мај по грегоријанском календару); и 7. јула по старом свештеном календару који је постојао пре ревизија Другог ватиканског концила . Прослава је и успомена на увођење писмености и проповедање јеванђеља на словенском језику од стране браће. Браћа су 1980. проглашена „Покровитељима Европе“.
Прва забележена световна прослава Дана Светих Ћирила и Методија као „Дан бугарског писма“, како то традиционално прихвата бугарска историја, одржана је у граду Пловдиву 11. маја 1851. године, када је локална бугарска школа добила назив „Свети“. Ћирила и Методија“: оба акта на иницијативу истакнутог бугарског просветитеља Најдена Герова, иако је један јерменски путник поменуо своју посету „прослави бугарског писма“ у граду Шумену 22. маја 1803.
Ћирило и Методије се у Цркви Енглеске сматрају мањим празником и мањим празником у календару епископске цркве  14. фебруара.
Код православних народа обележава се 24. маја сваке године. Код Словака и Чеха обележава се 5. јула. У Црној Гори постоји и крсна слава „Свети Кирил Словенски”, која се слави 14. фебруара (по Јулијанском), односно 27. фебруара (по Грегоријанском календару), што одговара датуму смрти Ћирила.
Лутеранске цркве западног хришћанства обележавају спомен на два свеца или 14. фебруара или 11. маја. Лутеранске цркве византијског обреда славе Дан светих Ћирила и Методија 24. маја.
Овај дан се сада слави као државни празник у следећим земљама:
- У Бугарској се слави 24. маја и познат је као „Дан бугарске просвете и културе и словенског писма“ (бугарски: Ден на българска просвета и култура и на славанската писменост), национални празник који слави бугарску културу и књижевност, као и азбуку. Такође је познат и као „Дан азбуке, културе и образовања“ (бугарски: Ден на азбуката, културата и просвесение). Свети Ћирило и Методије су покровитељи Народне библиотеке Бугарске. Испред библиотеке је постављен њихов споменик. Свети Ћирило и Методије су најславнији светитељи у бугарској православној цркви, а иконе два брата налазе се у свакој цркви.
- У Северној Македонији празнује се 24. маја и познат је као „Свети Ћирило и Методије, Дан словенских просветитеља“ (мкд. Св. Кирил и Методиј, Ден на словенските просветители), државни празник. Влада Републике Македоније донела је статут државног празника у октобру 2006. године, а Собрање Републике Македоније је донело одговарајући закон почетком 2007.[15] Раније се славио само у школама. Познат је и као Дан браће солунске (мкд. Солунските браќа).
- У Чешкој и Словачкој, комеморација двојице браће је првобитно била 9. марта, али је папа Пије IX променио овај датум у 5. јул из неколико разлога.[16] Данас се свети Ћирило и Методије тамо поштују као национални свеци и њихов имендан (5. јул), „Св. Ћирило и Методије“ је државни празник у Чешкој и Словачкој. У Чешкој се слави као „Дан словенских мисионара Ћирила и Методија“ (чешки : Ден слованскыцх верозвесту Цирила а Методеје); у Словачкој се слави као „Дан Светог Ћирила и Метода“ (слов. Свиаток сватехо Цирила а Метода).[16]
- У Русији се обележава 24. маја и познат је као „Дан словенске књижевности и културе“ (рус. День славанској письменности и культури), који слави словенску културу и књижевност, као и писмо. Његова прослава је црквена (11. мај по јулијанском календару Цркве). У Русији није државни празник.

### Дан словенске писмености и културе
Код Руса, Украјинаца, Бугара, Македонаца, Словака и Чеха дан светих Ћирила и Методија је културни Дан словенске писмености и културе, а од 2019. празник се обележава и у Србији.

### Друга обележја
Народна библиотека Бугарске у Софији, Универзитет у Скопљу у Северној Македонији, и Универзитет Св. Ћирило и Методије у Великом Трнову у Бугарској и Трнави у Словачкој, носе име два светитеља. Богословски факултет Палацког универзитета у Оломоуцу (Чешка Република), носи назив „Богословски факултет Свети Кирило и Методије“ .
Братство Светих Ћирила и Методија основано 1846. године било је кратког века проукрајинска организација у Руском царству за очување украјинског националног идентитета.
Свети Ћирило и Методије су главни заштитници Љубљанске надбискупије. Љубљанска катедрала налази се на Тргу Ћирила и Методија (словен. Ciril–Metodov trg). Они су такође свеци заштитници Кошичке гркокатоличке епархије (Словачка) и Словачке гркокатоличке епархије у Торонту.
Врх Светог Ћирила и Врх Светог Методија у планинама Тангра на острву Ливингстон, Јужна Шетландска острва, на Антарктику су названи по браћи.
Посмртни остаци Светог Ћирила похрањени су у капели у базилици Сан Клементе у Риму. У капели се налази Мадона од Сасоферата.
Базилика Светих Ћирила и Методија у Данвилу, Пенсилванија, (једина римокатоличка базилика посвећена светитељима на свету) је матична капела сестара Светих Ћирила и Методија, римокатоличка женска верска заједница папског права посвећена апостолским делима екуменизма, образовања, евангелизације и старања над старима.
Орден Светих Ћирила и Методија, првобитно основан 1909. године, део је националног система награда Бугарске.
Године 2021, истраживачки брод који је набавила бугарска морнарица именован је Светих Ћирила и Методија а покровитељ је глумица Марија Бакалова.

## Галерија
- Споменик Ћирилу и Методију у Београду
- Споменик у руском граду Ханти-Мансијск
- Споменик у Охриду
- Рељеф на цркви у словачкој Братислави
- Споменик у чешком Оломуцу